# Flavio Bucci
Flavio Bucci (n. 25 mai 1947, Torino, Italia – d. 18 februarie 2020, Fiumicino, Lazio, Italia) a fost un actor italian de teatru și film. A jucat în filme de cinema și în producții de televiziune începând din 1971. Este cunoscut pentru interpretarea tâlharului Blackie în filmul L'ultimo treno della notte (1975) al lui Aldo Lado, al pianistului orb Daniel în filmul Suspiria (1977) al lui Dario Argento și al preotului militant antimafia Don Manfredi Santamaria în prima parte a serialului TV Caracatița (1984), regizată de Damiano Damiani.

## Biografie
S-a născut într-o familie originară din zonele Molise (Casacalenda din provincia Campobasso) și Puglia (Orta Nova din provincia Foggia) și a urmat cursurile Școlii de actorie de la Teatro Stabile din Torino, după care a fost ales de regizorul Elio Petri ca protagonist în filmul La proprietà non è più un furto (1973).
În 1977 a devenit cunoscut marelui public în miniseria de televiziune RAI Ligabue, regizată de Salvatore Nocita, cu care va lucra apoi în Promessi sposi (1989). Mai este cunoscut pentru rolurile din miniseria TV Caracatița (1984), regizată de Damiano Damiani, și filmul de televiziune L'avvocato Guerrieri - Ad occhi chiusi (2008), regizat de Alberto Sironi.
După ce a lucrat cu Giuliano Montaldo în filmele L'Agnese va a morire (1976) și Il giorno prima (1987) și în filmul de televiziune Circuito chiuso (1978), a devenit celebru în cinematografie prin rolurile din filmele Il marchese del Grillo (1981) al lui Mario Monicelli, Tex e il signore degli abissi (1985), Secondo Ponzio Pilato (1987), Teste rasate (1993), Il silenzio dell'allodola (2005) și Il divo (2008) al lui Paolo Sorrentino.
S-a căsătorit cu Micaela Pignatelli, cu care are doi fii, Alessandro și Lorenzo. Mai are un al treilea fiu, Ruben, dintr-o relație cu producătoarea olandeză Loes Kamsteeg.

## Teatru
În teatru a jucat în numeroase piese, inclusiv: Opiniile unui clovn de Heinrich Böll; Memoriile unui nebun de Gogol; Uno, nessuno e centomila; Il fu Mattia Pascal și Cui i-e frică de Virginia Woolf? (regia: Marco Mattolini); Richard al III-lea; Quaderni di Serafino Gubbio operatore și I giganti della montagna (regia: Mario Missiroli). După o lungă absență de pe scenă s-a reîntors în teatru cu spectacolul Che fai tu luna in ciel, dimmi che fai, dedicat lui Giacomo Leopardi și regizat de Marco Mattolini, unde a jucat alături de dansatoarea Gloria Pomardi și pianista și compozitoarea Alessandra Celletti.

## Filmografie

### Cinema
- 1971 Clasa muncitoare merge în paradis (La classe operaia va in paradiso), regia: Elio Petri
- 1972 L'amante dell'Orsa Maggiore, regia: Valentino Orsini
- Il generale dorme in piedi, regia: Francesco Massaro - necreditat (1972)
- La proprietà non è più un furto, regia: Elio Petri (1973)
- L'ultimo treno della notte, regia: Aldo Lado (1975)
- I giorni della chimera, regia: Franco Corona (1975)
- La orca, regia: Eriprando Visconti (1976)
- L'Agnese va a morire, regia: Giuliano Montaldo (1976)
- Italian Superman, episodul Quelle strane occasioni, regia: Nanni Loy (1976)
- Suspiria, regia: Dario Argento (1977)
- Una spirale di nebbia, regia: Eriprando Visconti (1977)
- Dove volano i corvi d'argento, regia: Piero Livi (1977)
- Gegè Bellavita, regia: Pasquale Festa Campanile (1978)
- Ammazzare il tempo, regia: Mimmo Rafele (1979)
- Maledetti vi amerò, regia: Marco Tullio Giordana (1980)
- Matlosa, regia: Villi Hermann (1981)
- Uomini e no, regia: Valentino Orsini (1981)
- 1981 Marchizul de Grillo (Il marchese del Grillo), regia: Mario Monicelli
- La montagna incantata, regia: Hans W. Geissendörfer (1982)
- L'inceneritore, regia: Pier Francesco Boscaro dagli Ambrosi (1982)
- Sogno di una notte d'estate, regia: Gabriele Salvatores (1983)
- Le due vite di Mattia Pascal, regia: Mario Monicelli (1985)
- Tex e il signore degli abissi, regia: Duccio Tessari (1985)
- La donna delle meraviglie, regia: Alberto Bevilacqua (1985)
- Il giorno prima, regia: Giuliano Montaldo (1987)
- Pehavý Max a strasidlá, regia: Juraj Jakubisko (1987)
- Il mistero del panino assassino, regia: Giancarlo Soldi (1987)
- Secondo Ponzio Pilato, regia: Luigi Magni (1987)
- Com'è dura l'avventura, regia: Flavio Mogherini (1987)
- La posta in gioco, regia: Sergio Nasca (1988)
- Anni 90, regia: Enrico Oldoini (1992)
- Amami, regia: Bruno Colella (1993)
- Teste rasate, regia: Claudio Fragasso (1993)
- Quando le montagne finiscono, regia: Daniele Carnacina (1994)
- Fratelli coltelli, regia: Maurizio Ponzi (1997)
- La carabina, regia: Sergio Russo - scurtmetraj (1997)
- I miei più cari amici, regia: Alessandro Benvenuti (1998)
- Frigidaire - Il film, regia: Giorgio Fabris (1998)
- Lucignolo, regia: Massimo Ceccherini (1999)
- Muzungu, regia: Massimo Martelli (1999)
- Volesse il cielo!, regia: Vincenzo Salemme (2002)
- Hotel Dajti, regia: Carmine Fornari (2002)
- Lettere al vento, regia: Edmond Budina (2003)
- Caterina va in città, regia: Paolo Virzì (2003)
- Il silenzio dell'allodola, regia: David Ballerini (2005)
- L'uomo spezzato, regia: Stefano Calvagna (2005)
- Lezioni di volo, regia: Francesca Archibugi (2007)
- La morte di pietra, regia: Roberto Lippolis (2008)
- Il divo, regia: Paolo Sorrentino (2008)
- Mai altri, regia: Fabio Perroni - scurtmetraj (2008)
- Fly Light, regia: Roberto Lippolis (2009)
- Border Line, regia: Roberto Lippolis (2010)
- La scomparsa di Patò, regia: Rocco Mortelliti (2010)
- La grande rabbia, regia: Claudio Fragasso (2016)
- Il vangelo secondo Mattei, regia: Antonio Andrisani și Pascal Zullino (2016)
- Agadah, regia: Alberto Rondalli (2017)
- La Cornice, regia: Nour Aya (2018)

### Filme de televiziune
- Il lungo viaggio, regia: Franco Giraldi - miniserie TV (1975)
- Ligabue, regia: Salvatore Nocita - miniserie TV (1977)
- 1978 Circuit închis (Circuito chiuso), regia: Giuliano Montaldo - film TV
- I problemi di Don Isidro, regia: Andrea Frezza - miniserie TV (1978)
- Martin Eden, regia: Giacomo Battiato - miniserie TV (1979)
- Poco a poco, regia: Alberto Sironi - miniserie TV (1980)
- Il caso Graziosi, regia: Michele Massa - miniserie TV (1981)
- Storia di Anna, regia: Salvatore Nocita - miniserie TV (1981)
- Don Luigi Sturzo, regia: Giovanni Fago - miniserie TV (1981)
- La quinta donna, regia: Alberto Negrin - miniserie TV (1982)
- Il diavolo al Pontelungo, regia: Pino Passalacqua - miniserie TV (1982)
- Bebawi: Il delitto di via Lazio, regia: Michele Massa - film TV (1983)
- Quer pasticciaccio brutto de via Merulana, regia: Piero Schivazappa - miniserie TV (1983)
- La piovra, regia: Damiano Damiani - miniserie TV (1984)
- Il generale, regia: Luigi Magni - miniserie TV (1987)
- La zia di Frankenstein (Teta) - serial TV, 7 episoade (1987)
- L'ingranaggio, regia: Silverio Blasi - miniserie TV (1987)
- Gli angeli del potere, regia: Giorgio Albertazzi - film TV (1988)
- The Nightmare Years, regia: Anthony Page - miniserie TV (1989)
- I promessi sposi, regia: Salvatore Nocita - miniserie TV (1989)
- Con i clown vennero le lacrime, regia: Reinhard Hauff - miniserie TV (1990)
- Un inviato molto speciale - serial TV, 1x06 (1992)
- Einer stirbt bestimmt, regia: Rainer Bär - film TV (1992)
- Inside the Vatican, regia: John McGreevy - miniserie TV (1993)
- La dottoressa Giò: Una mano da stringere, regia: Filippo De Luigi - film TV (1995)
- La dottoressa Giò - serial TV, 10 episoade (1997-1998)
- Provincia segreta - serial TV (1998)
- L'avvocato Guerrieri - Ad occhi chiusi, regia: Alberto Sironi - film TV (2008)

## Dublaj
- John Travolta în Febra de sâmbătă seara, Grease, Attimo per attimo
- Sylvester Stallone în Happy Days - La banda dei fiori di pesco
- Gérard Depardieu în L'ultima donna
- Miki Manojlović în Underground

### Seriale TV
- Tom Wopat în Hazzard
- Anson Williams în Happy Days

## Legături externe
- Flavio Bucci la Internet Movie Database